# Learnscapes

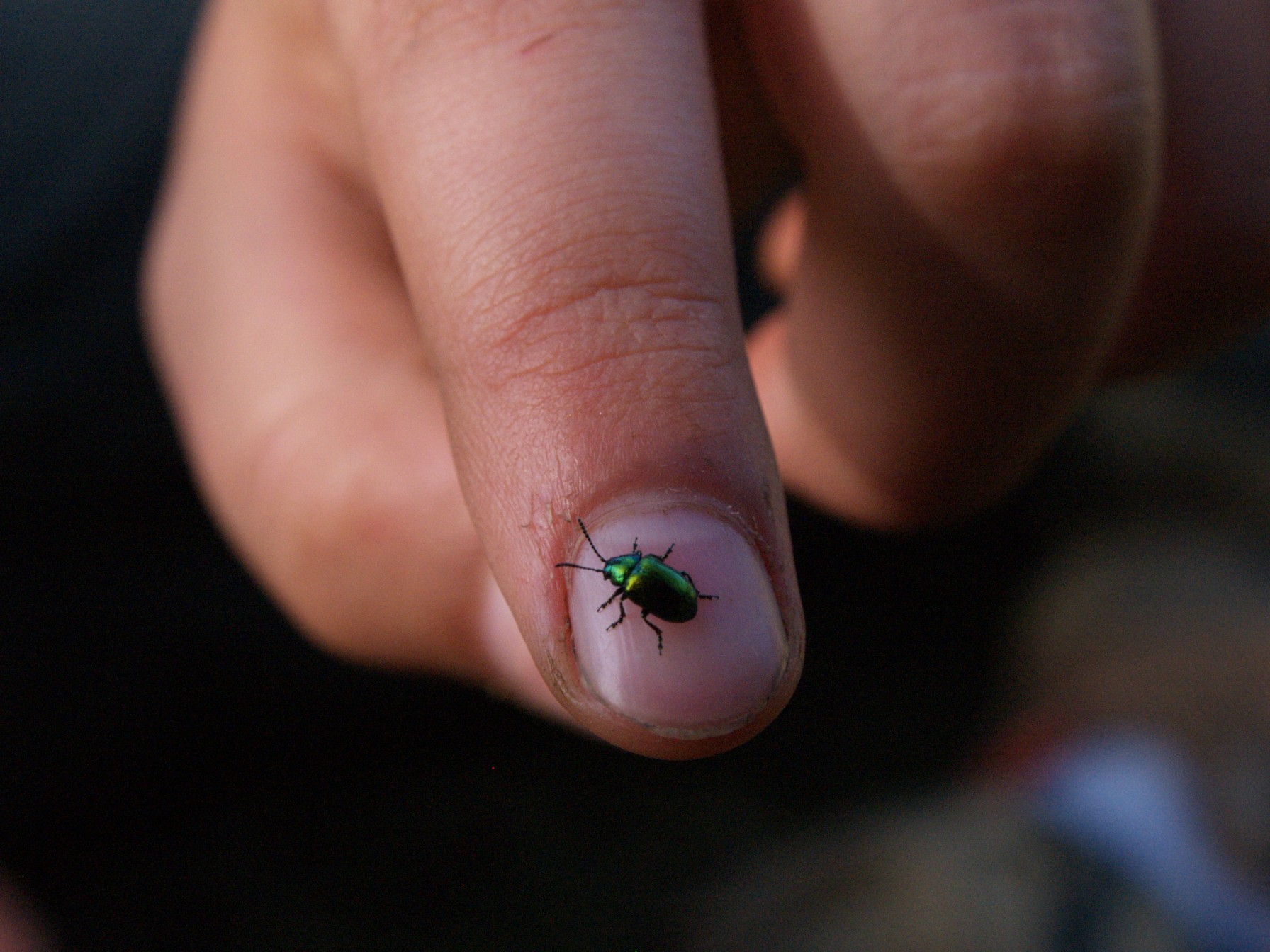
Imagen de un niño interactuando con un insecto

Learnscapes se definen como "lugares donde un programa de aprendizaje ha sido diseñado para permitir a los usuarios interactuar con el medio ambiente". Su propósito es promover y ampliar la conciencia ambiental, mediante la presentación de la biodiversidad como base para la conservación ambiental y el desarrollo ecológicamente sostenible. Esto se logra a través del desarrollo de la escuela basado en los planes de estudios que involucran a los estudiantes en interacción con su entorno. Idealmente, learnscapes incorporar educativos, ambientales y sociales positivos que reflejan el carácter de la comunidad, así como el sitio de la escuela.
"Un Learnscape, sean de un aula al aire libre, granja de gusanos, de regeneración de bush, área de reciclaje, la rana de estanque o jardín de la hierba, no es un Learnscape sí mismo. Es el proceso de colaboración dentro de los cuales la función es creado y planes de cómo va a ser mantenido y utilizado para el aprendizaje una vez que se crea que hacen la función de un Learnscape".
Miembro fundador y Director del Programa de la Escuela Learnscapes Confianza Archivado el 26 de mayo de 2017 en Wayback Machine., Helen Tyas Tunggal hace hincapié en que es "Fundamental para todos los learnscape de desarrollo es la participación activa y la contribución de los estudiantes, maestros, padres de familia y otros grupos dentro de la comunidad escolar durante la planeación, la preparación y la implementación de un diseño." Helen fue galardonado con el Oro Banksia Premio de medio ambiente Archivado el 4 de febrero de 2012 en Wayback Machine. en 1999. Sus esfuerzos fueron descritos por los premios " los organizadores como representación de "la importancia del empoderamiento de las futuras generaciones para ser competentes e involucrados cuidadores del planeta para el próximo milenio."
Learncape programas también tienen un "efecto calmante" en las clases, invocando a la más profunda de las relaciones entre los estudiantes y sus profesores.